# History, Mystery & Prophecy
History, Mystery & Prophecy è un album reggae dell'artista giamaicano Lee Perry pubblicato in Giamaica dall'etichetta discografica Lion of Judah e nel resto del mondo dall'etichetta Island Records.

## Tracce
1. Mr. Music – 4:49
2. The Ganja Man – 4:19
3. Nice Time – 5:07
4. Tiger Lion – 2:52
5. Funky Joe – 5:10
6. Heads of Government – 4:37
7. Daniel – 3:39
8. Bed Jamming – 5:34